# Nargund
Nargund fou un estat tributari protegit, centrat a la fortalesa de Nargund, avui al districte de Gadag a Karnataka. El seu nom deriva de Naridunda (Muntanyes dels xacals). Vegeu també Nargund (ciutat).

## Història
La fortalesa de Nargund fou conquerida pels marathes al segle XVII. El segle XVIII Nargund i Ramdurg (o Ramdrug), fortaleses properes, i tot el territori dependent, foren cedides pel peshwa en feu a la família Bhau o Bhave. Venkat Rao es va haver de sotmetre a Haidar Ali; el fill d'aquest Tipu Sultan va fer noves exigències al sobirà maratha i aquest les va refusar (1784) i fou empresonat i enviat a Mysore amb la seva família, restant en presó fins a la derrota i mort de Tipu a Seringapatan el 1799. Llavors fou alliberat i el peshwa li va retornar Nargund però va donar Ramdurg a un parent seu de nom Sachiv Ram Rao. A la mort de Venkat el 1810, l'estat de Nargund es va reunir al de Ramdurg, i el peshwa el va tornar a repartir entre els dos fill de Sachiv Ram rao Bhau de Ramdurg, un dels quals va conservar Ramdurg i l'altra va rebre Nandurg.
Bhaskar Rao Bhave, que no tenia fills, va demanar permís el 1846 al col·lector de Dharwad per adoptar un successor, però li fou refusat. El 1857, en esclatar el motí, va rebre ordes de rendir les armes. Bhaskar, conegut com a Baba Sahib, va negociar amb el subcol·lector Mason, al que finalment va fer matar per sorpresa i es va unir a la rebel·lió junt amb Mundaragi Bheema Rao, Desai Sab Hamnige, Danbal i Soratur. Els britànics van enviar tropes i van assetjar a Bhakar (Baba Sahib) a Nargund. Fou fet presoner i penjat a Belgaum el 1858. Per manca de successió i d'acord amb la doctrina del lapse, l'estat va passar als britànics.